# Juan Lorenzo Palmireno
Juan Lorenzo Palmireno, o Lorenço Palmyreno (o Laurentius Palmyrenus, en llatí), noms utilitzats per Juan Lorenzo Roca (Alcanyís, 1524 — València, 1579); fou un humanista aragonès, professor de Gramàtica i Retòrica, i un autor eclèctic i prolífic que cultivà la pedagogia, la retòrica, l'escriptura epistolar, la comèdia humanística en el camp educatiu, els mètodes d'ensenyament del llatí i els repertoris paremiològics.

## Biografia
Juan Lorenzo Palmireno neix a Alcanyís, al si d'una família d'origen humil. A l'Estudi de llatinitat de la seva ciutat adquireix la seva formació bàsica, gràcies a bons mestres, com Pere Puig de Beseit i Jaime Franco, als quals recorda en els seus escrits posteriors; i és possible que assistís a les classes de Juan Sobrarías i Miquel Esteban.
L'any 1547 es trasllada a València per a estudiar a l'Estudi General, on rep classes de Nicolás Scripus Flander. Després de tres anys es gradua en Arts el 25 d'octubre de 1550. Entre 1547 i 1548, durant una temporada, i per necessitats econòmiques, dona classes de Gramàtica a Cocentaina.
Al cap de poc, i afavorit pel mecenatge d'Honorat Joan, preceptor de Felip II, mitjançant Gaspar Joan, germà seu, que ocupava el càrrec de jurat de la ciutat de València, Palmireno aconsegueix la càtedra de Poesia, que ocuparà durant dos triennis, des del curs de 1550-1551 fins al curs de 1555-1556. En aquest període es casa amb Isabel Bonaensena, i té el seu primer fill, Agesilao, que arribà a ser també professor de l'Estudi General. Com a professor universitari dedica el seu temps a preparar les classes i a escriure i publicar obres, en molts casos partint del copiat de les seves classes per alguns alumnes: manuals escolars, com els Progymnasmata d'Aftoni d'Antioquia o els Escolios al epitome que Erasmo hizo de las Elegancias de Lorenzo Valla; llibres religiosos, com la traducció de dos llibres de sant Bernat o una hagiografia de Joan Micó; i la Hieroglyphica d'Horapol·lo, un intent d'interpretar els símbols dels egipcis.
En 1556, tot i les seves publicacions i la seva labor a l'Estudi General, es manté amb problemes econòmics. En aquest any, i urgit per una epidèmia de pesta que arrasava la ciutat, es trasllada a Alcanyís on donarà classes de Grec i Retòrica durant un curs; i després accepta l'oferta de l'Estudi General de Saragossa, de 125 lliures, que suposava un sou cinc vegades major al que cobrava a València, i ocupa la càtedra de Retòrica fins a l'any 1561. Durant la seva estada a Saragossa aconsegueix l'estima dels seus alumnes, l'enveja d'alguns col·legues, i segueix publicant obres, com un opuscle de morfologia llatina —De genere et declinatione Nominum— en 1557, una gramàtica grega —Enchiridion Graecae linguae studiosis utilissimum— en 1558, i un tractat sobre la imitació de Ciceró en 1560, en el que inclou, entre altres parts, un Lexicon pverile, precursor del seu Vocabulario del humanista.
En el mateix 1560 publica l'Etymologia latina a València, on acabarà per traslladar-se, i a l'any següent entra com a professor a la universitat on ocupa les càtedres de Grec i de Gramàtica, on es mantindrà fins a l'estiu de 1570. L'1 de juliol de 1564 declara com a testimoni de la defensa en el procés inquisitorial contra mossèn Jeroni Conques. Compagina l'ensenyament i l'estudi, i el 25 de novembre de 1570 aconsegueix el grau de batxiller en Medicina. En aquest període segueix el ritme de publicacions, com les primeres re-elaboracions de la seva retòrica (entre 1564 i 1566, en la primera versió) (Rhetorice Prolegomena i les parts Prima, Secunda i Tertia); la primera part d'un complet programa educatiu, El estudioso de la aldea (1568), on prepara a l'infant per a entrar a la universitat; i un vocabulari tècnic —Vocabulario del humanista (1569)—, en dues parts.
Des de finals de 1570 i fins a l'estiu de 1572 regenta les classes de Gramàtica i Retòrica a l'Estudi d'Alcanyís, escapant del conflicte iniciat per l'arquebisbe Joan de Ribera, per quan vol controlar la universitat, contra la mateixa universitat i el consell de la ciutat; evitant significar-se per qualsevol dels dos bàndols enfrontats.
El 18 de febrer de 1572 els jurats de València li demanen que es reintegre a la universitat; el 24 de maig fou nomenat per a la primera càtedra d'Oratòria, amb el sou doblat, i el 10 de setembre li ofereixen 45 lliures per les despeses del trasllat i el viatge. Des de 1576 li milloren el sou, arribant a les 100 lliures, i es manté a la càtedra d'Oratòria fins a la provisió de places de 1578. En el darrer període a València incrementa el ritme de les publicacions, amb noves edicions de llibres anteriorment publicats, i altres nous, com un mètode per a improvisar en llatí —El latino de repente (1573)—, en dues parts; la segona part del seu programa educatiu, El estudioso cortesano (1573), on prepara a l'universitari per a la vida en societat; i dos llibres de literatura religiosa, un tractat de la pietat, el Camino de la Yglesia (1575), i mogut per una llarga infermetat de la seva dona, el Oratorio de enfermos (1578).
Palmireno, en les classes que imparteix a la universitat de València, incita a la participació dels alumnes demanant-los exercicis de declamació sobre molts diversos temes; i utilitza el teatre com un complement a les ensenyances humanístiques, amb adaptacions d'obres clàssiques i obres pròpies, per a motivar els alumnes, enfortir la memòria i millorar la seva desimboltura. En aquestes representacions pretén que els seus alumnes s'exerciten en la retòrica, es familiaritzen amb el llatí i assimilen la cultura grecollatina. Escriu nombroses obres del gènere còmic-burlesc, de les quals, entre 1564 i 1572, es representaren 7 peces: Dialogus, Sigonia, Thalassina, Octavia, Lobenia, Trebiana i Fabella Aenaria, on sols aquesta darrera ens ha arribat completa. I en aquestes activitats teatrals Palmireno també busca atreure un nombre més gran d'alumnes a les seves classes i millorar la seva relació amb els responsables públics de la universitat, els jurats de la ciutat, els quals prèviament havien aprovat els texts.
Lorenzo Palmireno mor a València al mes de juny de 1579. Anys després, el seu deixeble Vicent Blasco redacta una oració fúnebre destacant la seva dedicació per promocionar les humanitats.

## Obra
Palmireno és autor d'una obra abundant, editada i inèdita, amb amplitud temàtica, què comprèn les diferents branques de la filològica (retòrica i eloquència, gramàtica grega i llatina, composició i didàctica del llatí, lexicol·logia i paremiologia llatina i castellana, guies d'estudi, traduccions, anotacions a autors clàssics) i la producció literària (discursos, teatre, literatura devota i altres opuscles). Tot aquest conjunt està fonamentat per una motivació pedagògica, per a possibilitar una completa formació humanista als seus alumnes.

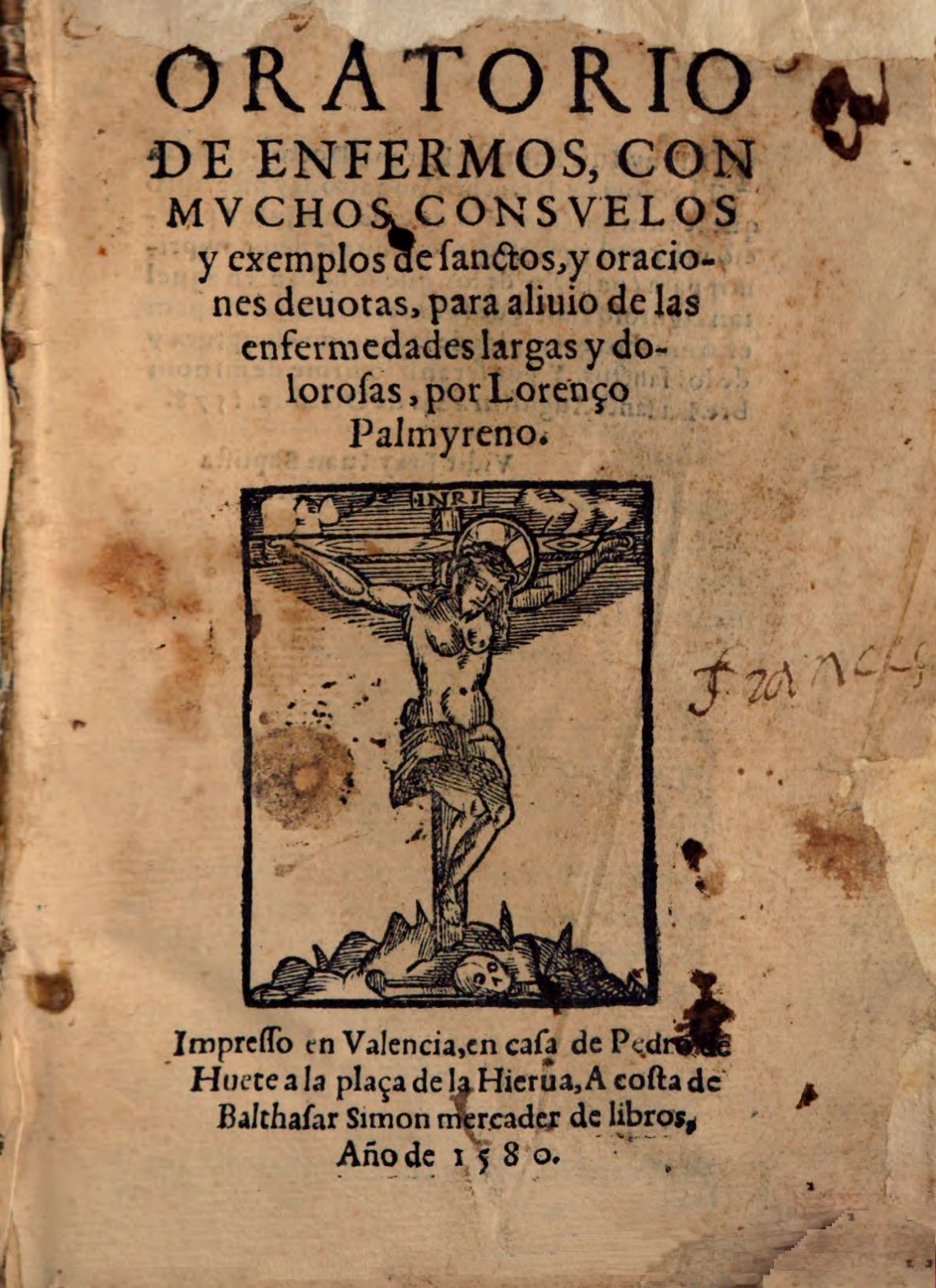
Portada de l'obra Oratorio de enfermos (ed. de 1580).

L'aportació de Palmireno a la lexicografia catalana pel que fa als noms dels peixos i les aus surt del seu Vocabulario del humanista, on l'autor anota els noms en diversos idiomes, entre ell el català, per a resoldre la pobresa lèxica dels seus alumnes. Molts d'aquests noms van passar al diccionari de Pere Torra, que es va reeditar en els segles XVII i XVIII, i una bona part fou posteriorment recollida pels lexicògrafs moderns dels segles XIX i XX.
Les seves obres, ordenades cronològicament, són:
- Aphthonii clarissimi rhetoris progymnasmata, Ioanne Maria Cataeno interprete, nunc denuo recognita iuxta veritatem graeci exemplaris et scholijs illustrata ... (1552).[32]
- Escolios al epitome que Erasmo hizo de las Elegancias de Lorenzo Valla. Cum hispanica interpretatione et scholiis (1552).[33]
- Linguarum et oratoriae apud Valentinos (1553).[34]
- Vita et res gestas V.P.M. Fr. Joannis Mico, Dominicani ex Regio Valentino Conventu (1555-1556).
- Oris Apollonis Niliaci hieroglyphica (1556).[35]
- De genere et declinatione Nominum. De praeteritis et supinis praecensiones brevissimae et ad Ciceronianum loquendi genus accommodatae (1557).[36]
- Enchiridion Graecae linguae studiosis utilissimum (1558).[37]
- Etymologia latina (1560).[38]
- De vera et facili imitatione Ciceronis, qui aliquod opuscula studiosis adolescentibus utilissima adiuncta sunt ... (1560).[39]
- De orthographia (1560).[40]
- Lexicon pverile (1560).[11][40]
- Ratio facile previniendi ad veram dialecticam et utramque philosophiam (1560).[40]
- Philosophia naturalis et moralis (1560).[40]
- Silva de vocablos y frases de moneda y medidas (1563).[41][42]
- Rethoricae prolegomena (1564).[43]
- Prima pars Rhetoricae (1564).[44]
- Secunda pars Rhetoricae (1565).[45]
- Tertia et vltima pars Rhetoricae (1566).[46]
- Libellus de figuris adolescentibus studiosis admodum utilis (1567).[47]
- El estudioso de la aldea (1568).[48]
- Epitome prosodiae.[49]
- De ratione syllabarum (1568).[50]
- Refranes (1569).[51]
- Vocabulario del humanista ... donde se trata de aues, peces, quadrúpedos, con sus vocablos de caçar y pescar, yeruas, metales, monedas, piedras preciosas, gomas, drogas, olores y otras cosas que el estudioso en letras humanas ha menester ... (1569).[52][53]
- Segunda parte del vocabulario del humanista (1569).[54]
- Escalera filosófica (1569).[55]
- Dialogo de imitatione Ciceronis (1570).[56]
- Declaración de las cosas que el Christiano vee en los sagrados Templos (1571).[57]
- Phrases Ciceronis obscuriores in hispanicam linguam conuersae a Laurentio Palmireno; Item eiusdem Hypotyposes clarissimorum virorum ad extemporalem dicendi facultatem vtilissimae; eiusdem oratio post reditum in Academia Valentina mense augusto 1572 (1572).[58]
- El estudioso cortesano (1573).[59]
- Eloquentia iuvenilis ubi elogia et exempla continentur (1573).[60]
- Descuidos de los latinos de nuestro tiempo (1573).[61]
- España abreviada (1573).[62]
- El latino de repente (1573).[63][64]
- Segunda parte del latino de repente (1573).[65]
- Razonamiento a los regidores de su patria (1573).[66][67]
- Campi eloquentiae, in quibus Laurentii Palmyreni ratio declamandi, orationes, praefationes, epistolae, declamationes et epigrammata continentur (1574).[68]
- Camino de la Yglesia que el christiano ha de seguir quando va a oyr los divinos officios, illustrado de historias de sanctos, con un breve Flos Sanctorum (1575).[69]
- Oratorio de enfermos, con muchos consuelos de sanctos y orationes deuotas para aliuio de las enfermedades largas, pesadas y dolorosas (1578).[70]
- Vocabulario de las partes mas principales del mundo, con las de España mas extendidas, con las otras regiones (1578).[71]
- Descanso de estudiosos ilustres, donde van adagios traducidos de romance en latín. Empresas, blasones, motes y cifras (1578).[72]
- Dilucida conscribendi epistolas ratio.[73]
- Opuscula (1583).[74]

### Traduccions
- Comiença el devocionario, de Bernat de Claravall.[75]
- Lamentacion de la virgen Maria sobre la pasion de su hijo, de Bernat de Claravall.[76]
- Catechismo, o summa de la religion christiana, d'Edmond Auger.[77]